# Dräktighet
För dräktighet inom sjöfart se dräktighet (sjöfart).
Dräktighet är ett djurs inre bärande av ett eller flera foster, under tiden mellan befruktning och förlossning. Dräktighet hos människor benämns dock normalt graviditet eller havandeskap. Levandefödare, bland annat de högre däggdjuren, är dräktiga. Det finns också andra djur, bland annat vissa fiskar, som föder levande ungar.
Det däggdjur som har längst dräktighet är elefanter, cirka 620 dagar. Också noshörningar har en lång dräktighet, hos spetsnoshörningen cirka 560 dagar. Kort dräktighetstid har till exempel husmus och hamster, ungefär 21 respektive 16 dagar. Hundars och katters dräktighet är nästan lika korta, cirka 63 dagar. Människan är gravid i cirka 280 dagar.